# Streichental
Streichental ist ein Weiler auf der Gemarkung des Niederstettener Stadtteils Rinderfeld im Main-Tauber-Kreis im fränkisch geprägten Nordosten Baden-Württembergs.

## Geographie
Der Wohnplatz liegt etwa ein Kilometer nordöstlich von Rinderfeld. Die Gemarkung wird durch den Streichentaler Bach entwässert, der am nördlichen Ortsrand beginnt.

## Geschichte
Der Ort wurde im Jahre 1343 erstmals urkundlich als Strichental erwähnt. Die Geschichte des Weilers ist vergleichbar mit der Geschichte von Rinderfeld.
Der Wohnplatz kam als Teil der ehemals selbständigen Gemeinde Rinderfeld am 1. Februar 1972 zur Stadt Niederstetten.

## Kulturdenkmale

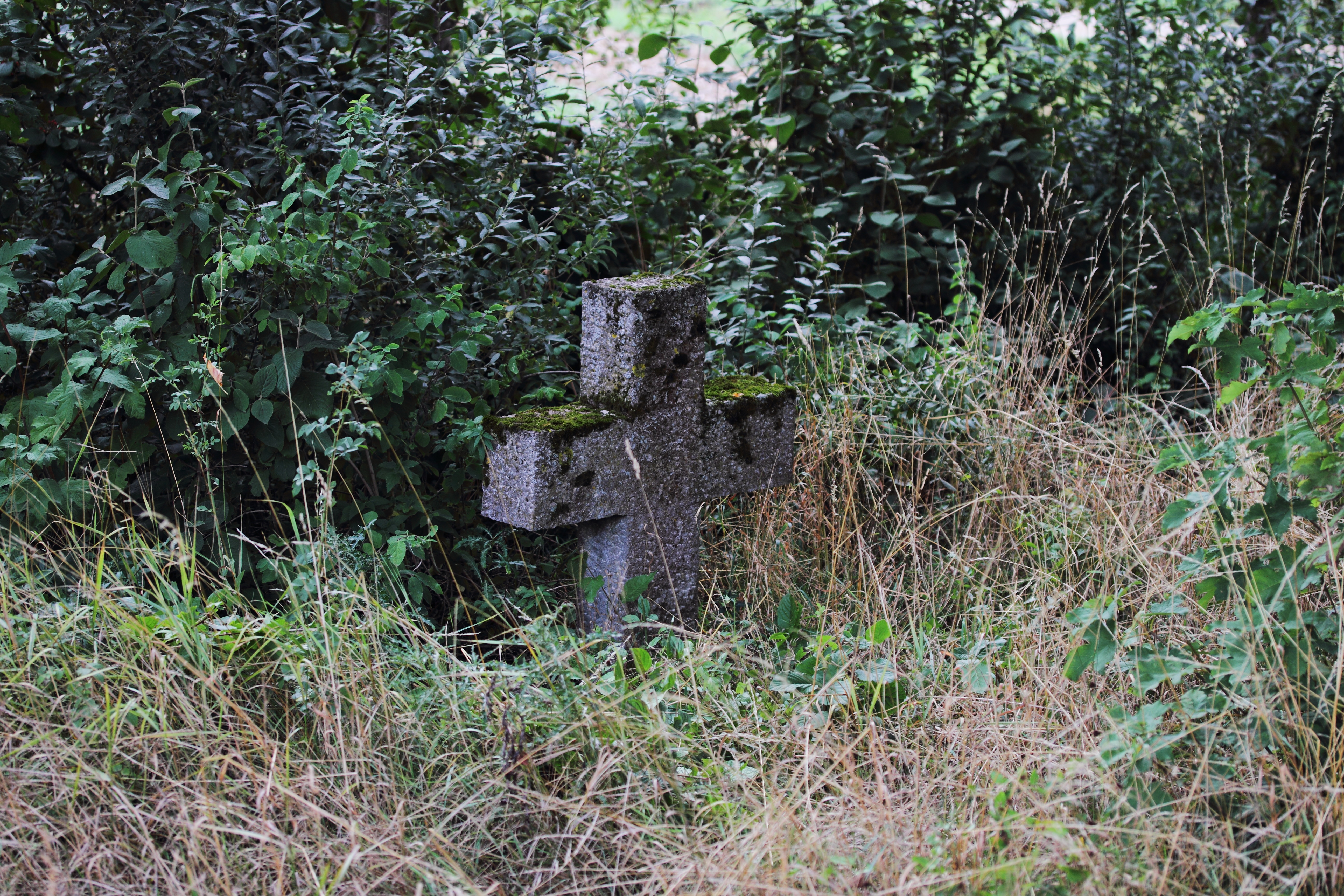
Ein Steinkreuz bei Streichental

Kulturdenkmale in der Nähe des Wohnplatzes sind in der Liste der Kulturdenkmale in Niederstetten verzeichnet.

## Verkehr
Der Ort ist über die K 2890 zu erreichen, die beim nahe gelegenen Rinderfeld von der L 1020 abzweigt. Im Ort befindet sich die gleichnamige Straße Streichental.